# Lumpensammler (Öffentlicher Personennahverkehr)

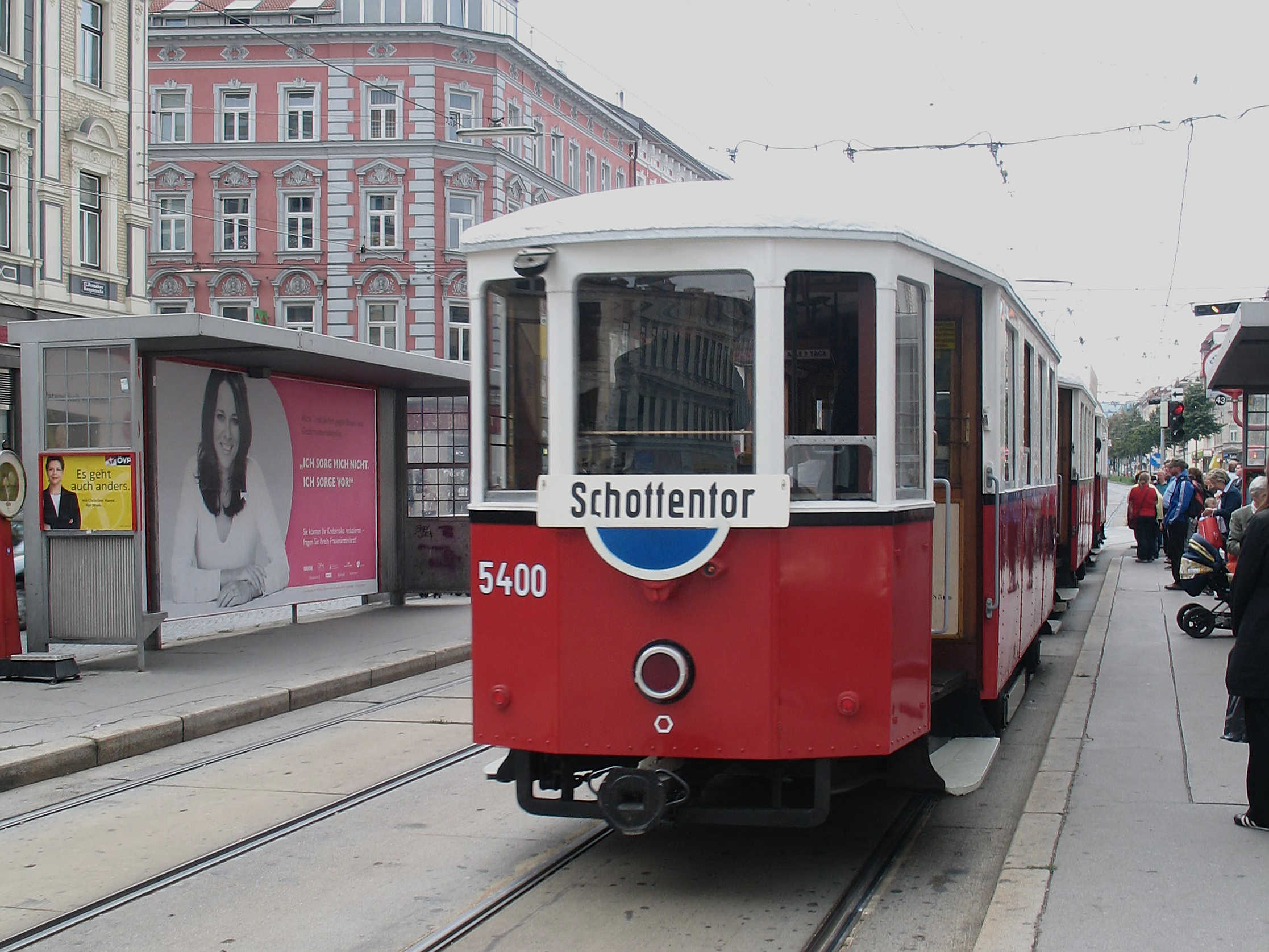
Bei der Straßenbahn Wien war die letzte Fahrt des Tages früher mit einer blauen Halbmond-Scheibe gekennzeichnet

Als Lumpensammler bezeichnet man im Öffentlichen Personennahverkehr scherzhaft den jeweils letzten Kurs einer Linie in den späten Abendstunden, das heißt vor der nächtlichen Betriebsruhe. Dieser bietet insbesondere Kneipenbesuchern und Nachtschwärmern, in diesem Zusammenhang, in Anlehnung an den Beruf des Lumpensammlers, scherzhaft bösartig Lumpen genannt, eine letzte Heimfahrmöglichkeit.